# Bloodstained: Ritual of the Night
Bloodstained: Ritual of the Night é um jogo eletrônico do gênero metroidvania desenvolvido pela ArtPlay e publicado pela 505 Games. O jogo foi dirigido por Koji Igarashi, ex-produtor da série  Castlevania, e é considerado um sucessor espiritual da série. Foi lançado para Microsoft Windows, Nintendo Switch, PlayStation 4 e Xbox One em junho de 2019. Foi lançada também uma versão para Android e iOS em dezembro de 2020, e para Stadia em julho de 2021.
Após sua saída da Konami em 2014, Igarashi concebeu o jogo e utilizou a plataforma de crowdfunding Kickstarter para demonstrar a potenciais publicadoras que havia demanda para o jogo, recebendo mais de $5,5 milhões de dólares de apoiadores e se tornando um dos projetos de jogos mais bem financiados da plataforma.

## Desenvolvimento
Bloodstained é um sucessor espiritual da série Castlevania da Konami, da qual Koji Igarashi foi produtor entre 2001 e 2010. Em março de 2014, Igarashi optou por deixar a Konami, citando preocupações com sua situação profissional e diferenças de opinião sobre as direções que a empresa queria tomar. Igarashi afirmou que recebeu diversos pedidos de fãs para que continuasse a desenvolver jogos no estilo Castlevania, o que foi mais uma razão para deixar da Konami e criar seu próprio estúdio para desenvolver esse tipo de jogo, incluindo um metroidvania com temas similares.
Antes de sua saída, notícias sobre o sucesso do Kickstarter de Mighty No. 9, um jogo inspirado e produzido pelo mesmo produtor e artista da série Mega Man, Keiji Inafune, chegou ao Japão, o que inspirou Igarashi a seguir um caminho similar para obter fundos para seu próximo jogo.

### Kickstarter
Igarashi reconheceu o sucesso do Kickstarter de Might No. 9, e buscou alcançar o mesmo sucesso com sua ideia para um novo jogo, abrindo seu próprio projeto no Kickstarter para demonstrar o interesse dos fãs, colocando como meta $500,000 dólares para assegurar o desenvolvimento de 10% do jogo. A campanha foi lançada em 11 de maio de 2015 e atingiu o objetivo em menos de quatro horas após seu início, alcançando $1,5 milhão de dólares ainda no primeiro dia. Diversas metas adicionais foram criadas para arrecadar mais fundos, como a contratação de Robert Belgrade, o dublador de Alucard em Castlevania: Symphony of the Night, ou a artista Ayami Kojima criar artes visuais para as cópias físicas.
O sucesso da campanha de Bloodstained culminou com a arrecadação final de $5,5 milhões de dólares, o maior valor arrecadado por uma campanha de jogo eletrônico no Kickstarter até então.

### Design
Igarashi e a ArtPlay foram responsáveis pela narrativa, design, e produção do jogo, enquanto o estúdio DICO foi contratado como publicadora adicional em 2016, para auxiliar no desenvolvimento. Publicação e marketing foi feito pela 505 Games. A Inti Creates, que havia sido associada com o projeto no início, foi responsável por desenvolver um mini-game para lançamento adicional ao jogo principal. Próximo ao final de 2018, Igarashi anunciou que havia trazido a WayForward para ajudar com partes do desenvolvimento, devido à sua experiência e habilidade com jogos de plataforma 2D.
O nome do jogo é baseado no conceito da maldição que um cristal mágico inflige nos personagens principais: ela cresce através do corpo do personagem com a aparência de vitral, e Igarashi achou que Bloodstained era um bom jogo de palavras para refletir este conceito. Apesar do jogo ser tematicamente baseado no tema gótico, Igarashi não quis incorporar a figura de Dracula, achando que isso tornaria o jogo muito próximo dos títulos de Castlevania, e não querendo que seu jogo parecesse uma "simples cópia". Igarashia optou por tornar o personagem principal uma mulher, Miriam, reconhecendo a tendência de jogos no mercado ocidental de apresentar protagonistas femininas, evitando também o trabalho adicional de criar e manter dois gêneros de protagonistas.
A música do jogo foi escrita principalmente por Michiru Yamane, uma ex-compositora da Konami que trabalhou na trilha sonora de múltiplos Castlevanias, em conjunto com o grupo musical Noisycroak, e uma música de Ippo Yamada. Shutaro Iida, que trabalhou em Castlevanias anteriores como programador, diretor e designer, retornou no papel de diretor.

### Lançamento
Ao final da campanha do Kickstarter, em junho de 2015, Bloodstained estava planejado para lançamento em 2017 nas plataformas Microsoft Windows, macOS, Linux, PlayStation 4, Xbox One, PlayStation Vita, e Wii U, mas neste período a Unreal Engine 4 ainda não havia recebido port para o Vita ou Wii U, algo que a Armature Studio deveria fazer e liberar o código gratuitamente para qualquer estúdio licenciado.
Durante o processo de desenvolvimento, a Nintendo lançou o Nintendo Switch, em março de 2017, e Igarashi optou por migrar o desenvolvimento do Wii U para o Switch, oferecendo aos participantes do Kickstarter que escolheram a versão do Wii U o seu dinheiro de volta, ou a escolha de um jogo diferente na plataforma. O projeto do Kickstarter iniciou quando o Wii U ainda era a plataforma dominante da Nintendo, mas a introdução do Switch tornou difícil a decisão de manter suporte para o Wii U, com Igarashi decidindo pela migração. A versão do PlayStation Vita também foi cancelada, em agosto de 2018, após a Sony descontinuar o suporte da plataforma; participantes do Kickstarter que escolheram o Vita receberam a mesma oferta de ter o dinheiro devolvido ou receber um jogo diferente da plataforma. Em dezembro de 2018, foi anunciado que as versões planejadas para macOS e Linux também seriam canceladas, citando desafios em manter middlewares e recursos online.
Apesar de Igarashi ter previsto um lançamento em 2017, em setembro de 2016 ele anunciou que estaria trazendo outros estúdios para ajudar com o desenvolvimento do jogo, adiando o lançamento. Igarashi afirmou que o atraso foi causado principalmente pelo trabalho adicional necessário para completar os objetivos da campanha do Kickstarter, um fator que ele não poderia ter considerado durante o período da campanha em si, além de seu comprometimento com criar um jogo de alta qualidade, "melhor do que um Iga-vania tradicional que eu criei no passado", e não querer aceitar uma qualidade menor apenas para conseguir lançar na data prevista originalmente. A quantidade de trabalho necessário, em conjunto com a inexperiência da Inti Creates com a Unreal Engine para completar alguns dos conceitos planejados para o jogo, levaram Igarashi a trazer outros estúdios para participar do desenvolvimento e adiar a data de lançamento. Posteriormente, Igarashi anunciou que os estúdios adicionais seriam DICO, com experiência em internacionalização e desenvolvimento global, e Monobit, para assistência técnica com o motor do jogo. Com os atrasos no lançamento, os times de desenvolvimento puderam melhorar o estilo visual do jogo, algo que foi criticado pelos fãs nos estágios iniciais do desenvolvimento.
Bloodstained foi lançado em 18 de junho de 2019 para Windows, PlayStation 4, e Xbox One, e em 25 de junho para o Nintendo Switch. Seguindo a estratégia usada por Shovel Knight, o jogo usou um modelo de distribuição de conteúdo adicional pós-lançamento, evitando mais atrasos. Em 10 de maio de 2020, a primeiro destas atualizações foi lançada, adicionando Zangetsu como um personagem destravável e o modo de jogo Randomizer Mode. Em 3 de julho de 2020, a segunda atualização foi lançada, adicionando os modos Boss Revenge e Chroma Wheel.
Igarashi afirmou que, devido ao tempo que investiu no desenvolvimento da propriedade intelectual de Bloodstained, ele vê este jogo como "um ponto de partida" para uma série de futuros jogos.

#### Bloodstained: Curse of the Moon
Como parte dos objetivos do Kickstarter, Inti Creates também desenvolveu um spin-off, Bloodstained: Curse of the Moon, um jogo de plataforma no estilo NES com Miriam e Gebel como personagens jogáveis, junto do exorcista Zangetsu e o alquimista Alfred. O spin-off foi lançado para Windows, PlayStation 4, PlayStation Vita, Xbox One, Nintendo 3DS, e Nintendo Switch em 24 de maio de 2018. Uma sequência para Curse of the Moon foi anunciada em junho de 2020.

## Recepção
De acordo com Metacritic, Bloodstained: Ritual of the Night recebeu críticas "geralmente positivas" no PC, PlayStation 4, e Xbox One, mas "críticas medianas" no Nintendo Switch.
No lançamento, a versão do Nintendo Switch foi vista como inferior em relação aos demais consoles, com críticos mencionando lentidão de resposta dos controles, visuais piores, e problemas com framerate. Em resposta, os desenvolvedores focaram recursos em lançar diversos pequenos patches de melhoria, evitando que os fãs aguardassem um longo tempo por grandes atualizações.
A versão para PC foi um dos novos lançamentos mais bem vendidos no Steam.
Até junho de 2020, o jogo havia vendido mais de um milhão de cópias.

### Prêmios
O jogo foi nomeado como "Melhor Jogo Indie" do New York Game Awards. Recebeu o prêmio de "Precisão nos Controles" do NAVGTR Awards, onde também foi nomeado como "Jogo Original de Ação". Foi nomeado para "Nova Propriedade Intelectual Mais Promissora" no SXSW Gaming Awards.